# مصدر قدرة لحام

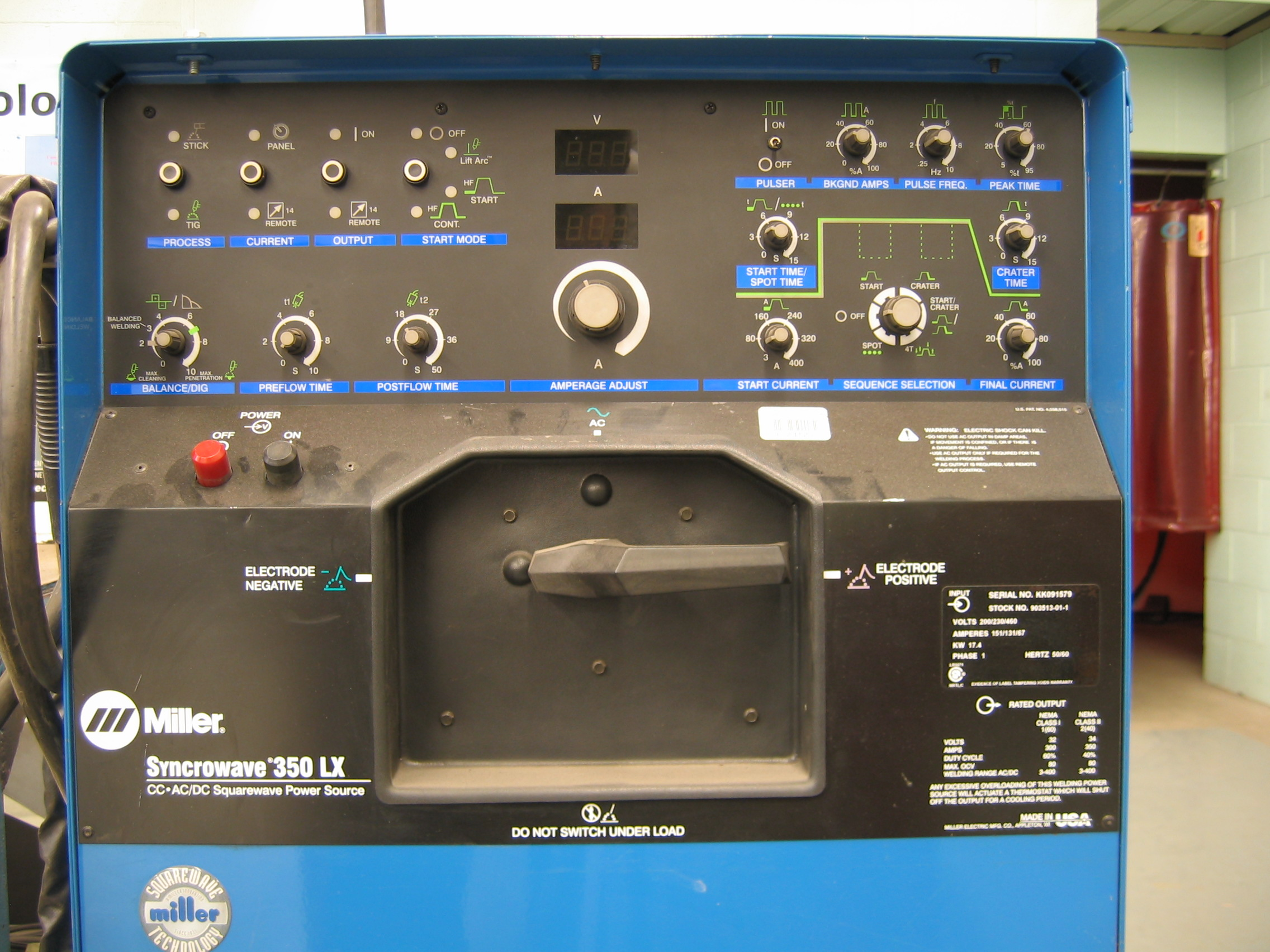
مولد لعمليات اللحام يستطيع إنتاج تيار متردد وتيار مستمر

مصدر القدرة للحام أو مصدر كهربائي للحام  هو جهاز يوفر تياراً كهربائياً لعمل اللحام. عادةً يحتاج اللحام إلى تيار عالٍ (أكثر من 80 أمبير) وقد يحتاج إلى 12000 أمبير لعمل لحام بقعة (Spot Welding). كما يمكن استخدام التيار المنخفض أيضاً، ومثال على ذلك يمكن لحام شفرتي حلاقة معاً باستخدام تيار قدره 5 أمبير فقط بطريقة لحام التنغستن . يمكن أن يكون مصدر قدرة اللحام بسيطاً باستعمال بطارية سيارة فقط، ويمكن أن يكون معقداً باستعمال مقوم يتم التحكم به ببلورة السيليكون مع إضافة أدوات منطقية (Logic) للمساعدة في عملية اللحام.

## التصنيف
ماكنات اللحام تصنف عادة على نوعين: التيار الثابت (CC)، أو الجهد الثابت (CV). ماكنات التيار الثابت يتم تغيير جهدها في سبيل الحفاظ على ثبات التيار، وماكنات الجهد الثابت يتم تغيير تيارها في سبيل الحفاظ على ثبات الجهد. في عمليات اللحام بالمعدن المغطى (SMAW) واللحام بالتنجستن (GTAW) نستخدم مصدراً ذا تيار ثابت، أما في عمليات اللحام القوسي باستخدام المعدن والغاز (GMAW) واللحام باستخدام قطب محشو (Flux-Cored) فيتم استخدام الجهد الثابت، مع أنه من الممكن أيضاً استخدام تيار ثابت إذا توفر ملقم سلك حساس للجهد.
تتجلى الحاجة للماكنة ذات الجهد الثابت لعمل لحام القوس  باستخدام المعدن والغاز واللحام باستخدام قطب محشو بسبب عدم قدرة العامل على التحكم بطول القوس بنفسه. فإذا شرع العامل في استخدام ماكنة ذات جهد ثابت للحام بالمعدن المغطى فإن التغيرات الطفيفة في طول القوس سينتج عنها تغيرات كبيرة في التيار. أما مع الماكنة ذات التيار الثابت فيعتمد العامل على أن كمية التيار الواصلة إلى المعدن ثابتة مهما اختلف طول القوس، مع الأخذ بعين الاعتبار أن الطول الزائد للقوس سينتج عنه لحام معيب.
تصميمات مصادر الطاقة
يمكن تصنيف التصميمات الموجودة في سوق العمل لمصادر الطاقة إلى الآتي:

### المحول Transformer
يعمل المحول على تحويل الكهرباء ذات الجهد العالي والتيار المنخفض القادمة من الخارج إلى تيار عال وجهد منخفض، عادةً بين 17 و 45 فولت، وما بين 55 و 590 أمبير. وفي الماكنات الأكبر يحول المقوّم (Rectifier) التيار المتردد إلى تيار مستمر.
هذا التصميم يسمح للعامل باختيار التيار عن طريق: إما تحريك لفيفة أسلاك رئيسية (Winding) ولفيفة أسلاك فرعية نحو بعضهما أو بعيداً عن بعضهما، أو تحريك مجزّئ كهرومغناطيسي (Shunt) نحو قلب المحول أو بعيدا عنه، أو استعمال رادّ فعل متوالي التشبيع (Series Saturating Reactor) مع أسلوب تشبيع متغير على التوالي مع التيار الفرعي، أو ببساطة السماح للعامل باختيار الجهد من مجموعة عتلات على لفيفة المحول الفرعية. المحولات هي عادةً الماكنات الأقل كلفة.
وإذا كسبنا إيجابية التكلفة المادية القليلة للماكنة فإننا نتحمل بعض السلبيات فيها مثل الحجم الكبير لها، والناتج عن عملها على تردد الكهرباء العادي 50 إلى 60 هيرتز. ولأنها تعمل على هذه الترددات المنخفضة فإنها تحتاج إلى محاثة تبادلية مغناطيسية (Magnetizing Inductance) كبيرة لتجنب فقد التيار عند المجزّئ. أيضاً قد يكون لدى ماكنة المحول محاثة تسربية كبيرة لحماية قصر الدائرة الكهربائية في حالة التصاق قطب اللحام بقطعة الشغل. المحاثة التسربية قد تكون متغيرة ليمكن للعامل ضبط التيار.

### المولد والمردد Generator and Alternator
يمكن لمصادر قدرة اللحام أن تستخدم المولدات والمرددات لتحويل الطاقة الميكانيكية إلى طاقة كهربائية. التصميمات الحديثة تستخدم محرك احتراق داخلي، والتصميمات القديمة تستخدم محركاً كهربائياً لتحريك المولد والمردد. في هذه الحالة يتم تحويل الطاقة الكهربائية في البداية إلى طاقة ميكانيكية حركية ثم تحويلها مرة أخرى إلى طاقة كهربائية للاستفادة من أثر الخطوة النازلة (Step-Down Effect) مما يجعلها شبيهة بالمحول. وحيث أن الطاقة الناتجة من المولد يمكن أن تكون تياراً مستمراً أو حتى تياراً متردداً ذا تردد عال، فهذه الماكنات القديمة يمكن لها إنتاج التيار المستمر من التيار المتردد بلا حاجة لمقومات من أي نوع، أو أن تُستخدم لتطبيق التغيرات السابق استخدامها على ما يسمى بأجهزة الهيليآرك (Heliarc)، (والتي تسمى حالياً تيغ TIG)، حيث تنتفي الحاجة لإضافة صندوق لرفع التردد لأن المردّد ينتج تياراً كهربائياً متردداً عالي التردد.

### العاكس Inverter
منذ بدء استعمال أشباه الموصلات عالية القدرة كالـ ترانزستور ثنائي القطب ذو البوابة المعزولة أصبح من الممكن عمل مصدر قدرة متغير الوضع قادر على استيعاب الأحمال الكبيرة من القدرة المرتبطة بلحام القوس. هذه التصاميم تعرف بوحدات اللحام العاكسة. وهي في البداية تعمل على تعديل التيار المتردد إلى مستمر؛ ثم تبديل (أو عكس) الكهرباء المستمرة إلى محول ذي خطوة نازلة (stepdown) لإنتاج التيار أو الجهد المطلوب للحام. التردد الخاص بهذا التبديل مقداره 10 كيلوهيرتز أو أكثر. وعلى الرغم من أن التردد العالي للتبديل يتطلب معدات وأجزاء ودوائر معقدة، إلا أنه يخفض بصورة كبيرة من حجم محول الخطوة النازلة، وذلك لأن كتلة الأجزاء المغناطيسية (المحولات والمحاثات) المطلوبة لمستوى معين من القدرة تنخفض بسرعة مع رفع (تبديل) التردد. ومن الميزات الإضافية لماكنات اللحام العاكسة أن تركيب دوائرها يعطي الإمكانية للتحكم بالقدرة والحماية من زيادة العبء. وتكون ماكنات اللحام العاكسة عادةً أكثر كفاءة وتوفر تحكماً بالمتغيرات العملية أفضل من الماكنات غير العاكسة.
يتم التحكم بالترانزستورات سالفة الذكر (ترانزستور ثنائي القطب ذو البوابة المعزولة) في الماكنات العاكسة بواسطة متحكم متناهي الصغر (microcontroller)، ولذلك فالخواص الكهربائية لقدرة اللحام يمكن تغييرها ببرامج كمبيوترية في نفس الوقت، حتى على أساس دورة-دورة، بدلاً من إجراء التغييرات ببطء وعلى مدى مئات بل آلاف الدورات. وعادةً ما يقوم برنامج التحكم بتطبيق مزايا مثل تنبيض تيار اللحام (Pulsing)، وتوفير نسب وكثافات تيار متغيرة في دورة اللحام، والسماح بترددات ممسوحة (Swept) أو متدرجة (Stepped) ومتغيرة، وتوقيت لحام البقعة بالتشغيل الآلي؛ كل هذه المزايا يمكن إدخالها في تصميم ماكنات المحول لكنها ستكون مكلفة جداً، في حين أنها تحتاج فقط حيزاً من الذاكرة الرقمية في الماكنات العاكسة ذات التحكم البرمجي. إضافة إلى أن أي مزايا جديدة يمكن إضافتها لاحقاً على البرنامج في الماكنات العاكسة بدلاً من شراء ماكنة لحام جديدة.